# Bárbara Seixas
Bárbara Seixas de Freitas (* 8. März 1987 in Rio de Janeiro) ist eine brasilianische Beachvolleyballspielerin. Nach dem dritten Platz bei der WM 2013 wurde sie 2015 Weltmeisterin. 2016 gewann sie die olympische Silbermedaille.

## Karriere
Bárbara kam durch ihre Familie zum Sport und begann im Alter von zehn Jahren mit Beachvolleyball. Sie erreichte 2003 mit Carolina Solberg das Finale der Jugend-Weltmeisterschaft in Pattaya. Ein Jahr später wiederholte das Duo diesen Erfolg in Termoli. 2005 gewann Seixas mit ihrer neuen Partnerin Carolina Aragao in Saint-Quay-Portrieux den Titel. Bei der Junioren-WM in Rio de Janeiro kamen Bárbara/Aragao hingegen nicht über den 25. Platz hinaus. Im folgenden Jahr gewannen sie in Mysłowice allerdings auch diesen Wettbewerb. Außerdem spielten sie in Acapulco ihr erstes Open-Turnier der FIVB World Tour. 2007 wurde Bárbara in Modena mit Liliane Maestrini erneut Junioren-Weltmeisterin. Mit Claudinere Bento Sabino gewann sie 2009 die Turniere in Zypern (Challenger) und Laredo (Satellite), bevor es bei den Den Haag Open einen 17. Platz gab.

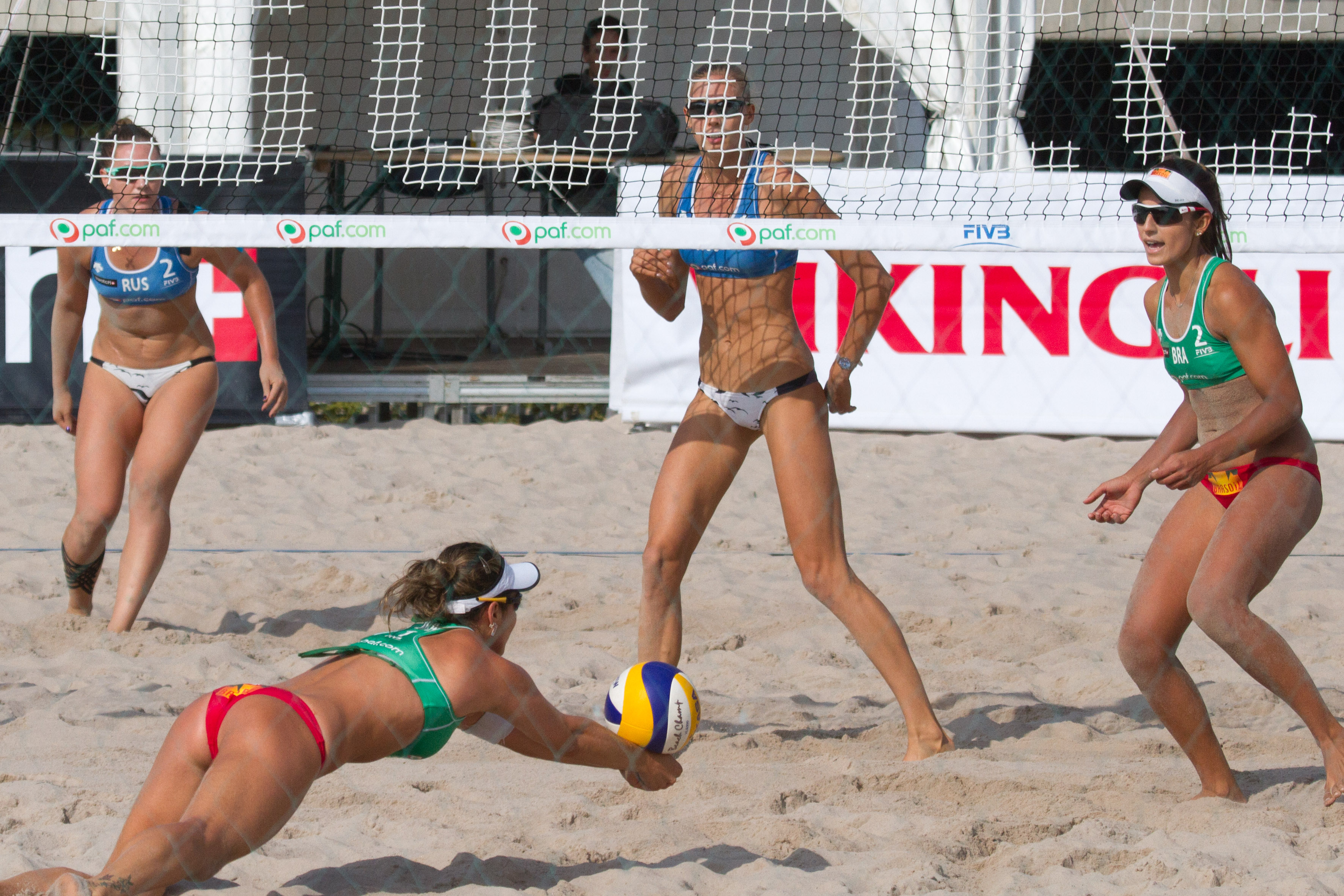
Bárbara (rechts) mit Ágatha bei den Aland Open 2012 gegen Wosakowa/Wassina (Russland)

Anschließend entschied sie sich bei einem Besuch in der Türkei, in der dortigen Liga zu spielen und bildete unter anderem ein Duo mit Pinar Ozkan. 2011 spielte Bárbara mit ihrer neuen Partnerin Ágatha Bednarczuk zunächst auf der nationalen Tour, bevor sie 2012 wieder zur World Tour kam. Ágatha/Bárbara erreichten als Fünfte des Grand Slams in Gstaad erstmals die Top Ten. In Stare Jabłonki und Åland belegten sie jeweils den neunten Rang, bevor sie Ende Oktober in Bang Saen auf den dritten Rang kamen. Nach dem Gewinn der brasilianischen Meisterschaft trennten sich Ágatha/Bárbara, um zur World Tour 2013 in neuen Formationen anzutreten.
2013 spielte Bárbara mit Liliane Maestrini. Nach zwei fünften Plätzen in Fuzhou und Shanghai sowie zwei neunten Plätzen wurden Bárbara/Lili beim Grand Slam in Rom Dritte. Bei der WM in Stare Jabłonki blieben sie in der Vorrunde ohne Satzverlust. Anschließend erreichten sie mit drei weiteren Siegen das Halbfinale und setzten sich nach der Niederlage gegen Xue Chen und Zhang Xi im Spiel um den dritten Platz gegen das US-Duo Ross/Pavlik durch. Beim Endspiel in Gstaad unterlagen sie erneut den Chinesinnen. Die weiteren vier Turniere beendeten sie jeweils auf dem neunten Rang.
Seit Ende 2013 spielte Bárbara wieder mit Ágatha, mit der sie Anfang 2014 den nationalen Meistertitel verteidigen konnte. Nach einem neunten Platz in Fuzhou und einem dritten Rang in Shanghai gewannen Ágatha/Bárbara die Puerto Vallarta Open gegen Juliana und Antonelli. Bei den folgenden Grand Slams gab es einen neunten und vier fünfte Plätze. In Long Beach mussten sie sich im Endspiel dem US-Duo Walsh/Ross geschlagen geben. Außer beim Grand Slam in São Paulo erreichten sie auf der World Tour 2014 immer Top-Ten-Platzierungen. 2015 gewannen sie die Prag Open gegen die Kanadierinnen Pavan/Bansley. In Stavanger und Sankt Petersburg spielten sie wieder gegen Juliana/Antonelli und setzten sich dabei in Russland durch. Bei der WM in den Niederlanden gewannen Ágatha/Bárbara ihre Vorrundengruppe und zwei Duelle gegen kanadische Duos. Im Halbfinale bezwangen sie Juliana/Antonelli; auch das brasilianische Duell im Finale gegen Taiana Lima und Fernanda Berti Alves entschieden sie für sich und wurden damit Weltmeister. Nach einem fünften Platz in Gstaad mussten sie sich im Endspiel von Yokohama dem deutschen Duo Ludwig/Walkenhorst geschlagen geben. Ebenfalls Zweite wurden sie in Rio de Janeiro nach einer Niederlage gegen Larissa/Talita. Beim World Tour Final in Fort Lauderdale belegten sie den dritten Platz. Am Saisonende wurden sie als World Tour Champion 2015 ausgezeichnet.
Zu Beginn der Tour 2016 wurden sie Dritte in Maceió und Fünfte in Rio de Janeiro. Nachdem sie sich in Moskau mit dem 17. Platz begnügen mussten, kamen sie ins Finale des Hamburg Major, das sie gegen Ludwig/Walkenhorst verloren. Danach gab es zwei neunte Plätze. Als Weltmeisterinnen waren Ágatha/Bárbara für die Olympischen Spiele in Rio qualifiziert. Nach einer Niederlage im letzten Vorrundenspiele kamen sie als Gruppenzweite weiter und qualifizierten sich ohne weiteren Satzverlust für das Halbfinale gegen Walsh/Ross. Sie besiegten die US-amerikanische Titelverteidigerin und ihre Partnerin mit 2:1, verloren dann aber das Finale gegen die Deutschen Laura Ludwig und Kira Walkenhorst mit 0:2. Anschließend trennten sich Ágatha und Bárbara. Mit Fernanda Berti Alves spielte Bárbara Seixas danach von Oktober 2016 bis November 2019 zusammen.
Seit 2021 bildet sie wieder ein Team mit Carolina Solberg. Bestes Ergebnis auf der World Tour 2021 war ein dritter Platz beim 4-Sterne-Turnier in Ostrava. Auf der neugeschaffenen World Beach Pro Tour 2022 siegten sie bei den Challenge-Turnieren in Itapema und Doha und wurden bei den Elite16-Turnieren in Jūrmala und Gstaad jeweils Zweite. Damit kletterten sie in der Weltrangliste auf Platz eins. Bei der Weltmeisterschaft in Rom erreichten sie als Gruppenzweite die Hauptrunde, in der sie gegen die Chinesinnen Wang Fan und Xia Xinyi gewannen. Im Achtelfinale schieden sie gegen die späteren Weltmeisterinnen Duda Lisboa und Ana Patrícia Ramos aus.
Bei den World Tour Finals Anfang des folgenden Jahres in Doha besiegten sie in ihrem ersten Match die späteren Goldmedaillengewinnerinnen Kelly Cheng und Sara Hughes, verloren allerdings alle folgenden Poolspiele und wurden Siebte. Bei den Elite16 in Tepic und in Uberlândia erreichten sie die Runde der letzten Acht und beim Challenge in Itapema standen sie im Finale. Der gleichwertigen Wettbewerb in Espinho, bei dem sie im Endspiel ihre Landsfrauen Andressa Cavalcanti und Vitória Rodrigues in zwei Sätzen bezwangen, war ihr erster Sieg des Jahres in der World Tour und gleichzeitig ihr dritter Erfolg überhaupt bei der Beach Pro Serie. Carol und Bárbara gewannen eine Woche später auch die Veranstaltung in Edmonton ohne einen einzigen Satzverlust. Im November in Haikou blieben sie ebenso ungeschlagen, benötigten jedoch im Achtelfinale gegen die Französinnen Clémence Vieira / Aline Chamereau drei Durchgänge zum Weiterkommen. Im Halbfinale bezwangen die beiden Brasilianerinnen ihre Landsfrauen Tainá Silva Bigi und Victoria Lopes, gegen die sie im Vormonat bei der WM nach souverän überstandener Vorrunde in der ersten Hauptrunde noch unterlegen waren. Ihr viertes Endspiel in diesem Jahr und ihr drittes überhaupt in einem Elite16 erreichten die beiden Südamerikanerinnen beim letzten höchstklassigen Turnier der Saison vor den Finals, als sie nach zwei Poolniederlagen sich erst im dritten Spiel fürs Weiterkommen qualifizieren konnten und anschließend Tainá / Victória, Tillmann/Müller sowie Nuss/Kloth eliminierten und nach gewonnenen ersten Satz im Finale an Duda/Ana Patrícia scheiterten.
Noch besser lief es für Bárbara und Carol beim ersten Event des Jahres 2024 in Doha. Nach der Auftaktniederlage gegen Esmée und Zoe gewannen die Brasilianerinnen ihre nächsten beiden Gruppenspiele gegen Nuss/Kloth und gegen Gottardi/Menegatti, besiegten anschließend Ludwig/Lippmann sowie Cheng/Hughes mit jeweils 2:1 Sätzen und waren auch im anschließenden Finale von Melissa und Brandie nicht zu stoppen. Für die Südamerikanerinnen war es der erste Sieg bei einem Elite16-Wettbewerb. Zum dritten Mal in Folge auf dem Podium bei einem Elite16 standen Seixas und Solberg in Tepic. Im Kampf um Bronze besiegten sie Gottardi/Mengatti in drei Sätzen, die alle erst in der Verlängerung entschieden wurden. Nach zwei Viertelfinalteilnahmen bei gleichwertigen Wettbewerben in Espinho und Ostrava konnten die Brasilianerinnen ihre Gruppe bei den Olympischen Sommerspielen gewinnen, verloren jedoch in der ersten Hauptrunde gegen Mariafe und Clancy und belegten so den geteilten neunten Rang. Bei den Elite16-Turnieren erreichten Bárbara/Carol im Oktober in João Pessoa Platz neun. Im November in Rio de Janeiro verloren sie ihre ersten beiden Spiele im Pool und sicherten sich erst in der dritten Begegnung das Weiterkommen. Danach gewannen sie gegen Ágatha / Rebecca, Gottardi / Reka Orsi Toth, Thamela / Victória und im Finale gegen Cannon / Kraft, gegen die sie in der Gruppenphase noch verloren hatten. Damit kletterten sie in der Weltrangliste erneut auf Platz eins.
Bárbara Seixas legt ab 2025 eine Wettkampfpause ein.